# Оператор Лапласа — Бельтрами
Опера́тор Лапла́са — Бельтра́ми (называется иногда оператором Бельтра́ми — Лапла́са или просто оператором Бельтра́ми) — дифференциальный оператор второго порядка, действующий в пространстве гладких (или аналитических) функций на римановом многообразии {\displaystyle M}. 
В координатах {\displaystyle x_{1},\ldots ,x_{n},} где {\displaystyle n=\dim M,} оператор Лапласа — Бельтрами задается следующим образом. Пусть {\displaystyle (g_{ij})} — матрица метрического тензора риманова многообразия, {\displaystyle (g^{ij})} — обратная матрица и {\displaystyle g=\det(g_{ij})}, тогда оператор Лапласа — Бельтрами имеет вид
{\displaystyle -\sum _{i,j}{\frac {1}{\sqrt {g}}}{\frac {\partial }{\partial x_{i}}}{\biggl (}g^{ij}{\sqrt {g}}{\frac {\partial }{\partial x_{j}}}{\biggr )}.\qquad (*)}

## Примеры
- В случае, когда {\displaystyle M} — область в евклидовом пространстве со стандартной метрикой {\displaystyle (g_{ij})=(\delta _{ij})} — единичная матрица, оператор Лапласа — Бельтрами (*) превращается (с точностью до знака) в оператор Лапласа.

- Пусть {\displaystyle \dim M=2} и метрический тензор имеет вид {\displaystyle ds^{2}=E(x,y)\,dx^{2}+2F(x,y)\,dxdy+G(x,y)\,dy^{2},} тогда формула (*) принимает вид
{\displaystyle {\frac {\partial }{\partial x}}{\biggl (}{\frac {F{\frac {\partial }{\partial y}}-G{\frac {\partial }{\partial x}}}{\sqrt {EG-F^{2}}}}{\biggr )}+{\frac {\partial }{\partial y}}{\biggl (}{\frac {F{\frac {\partial }{\partial x}}-E{\frac {\partial }{\partial y}}}{\sqrt {EG-F^{2}}}}{\biggr )}.\qquad (**)}

- Дифференциальное уравнение с частными производными второго порядка {\displaystyle Lf=0,} где оператор {\displaystyle L} задан формулой (**), разрешимо, если функции {\displaystyle E,F,G} аналитические или достаточно гладкие. Этот факт используется для доказательства существования локальных изометрических (конформных) координат на поверхности {\displaystyle M}, т. е. доказательства того, что каждое двумерное риманово многообразие локально конформно эквивалентно евклидовой плоскости.[1]